# Landgericht Naumburg
Das Landgericht Naumburg war ein preußisches Gericht der ordentlichen Gerichtsbarkeit im Bezirk des Oberlandesgerichtes Naumburg mit Sitz in Naumburg (Saale).

## Vorgeschichte
Im Jahre 1849 wurden in Preußen Appellationsgerichte gebildet, denen Kreisgerichte nachgeordnet waren, die für jeweils einen Landkreis als erstinstanzliche Gerichte dienten. Für Naumburg entstand damit das Appellationsgericht Naumburg mit 15 zugeordneten Kreisgerichten, darunter das Kreisgericht Naumburg.

## Geschichte
Das königlich-preußische Landgericht Naumburg wurde mit Wirkung zum 1. Oktober 1879 als eines von neun Landgerichten im Bezirk des Oberlandesgerichtes Naumburg gebildet. Der Sitz des Gerichtes war Naumburg. Das Landgericht war danach für die Landkreise Naumburg, Querfurt, Weißenfels und Wernigerode sowie Teile der Landkreise Wanzleben und Zeitz sowie Teile der Kreise Eckartsberga und Merseburg zuständig. Ihm waren folgende Amtsgerichte zugeordnet:
| Amtsgericht                  | Sitz         | Bezirk |
| ---------------------------- | ------------ | --- |
| Amtsgericht Cölleda          | Cölleda      | der Kreis Eckartsberga ohne den Teil, der den Amtsgerichten Artern (Landgericht Erfurt), Eckartsberga, Heldrungen und Wiehe zugeordnet war                                                                                              |
| Amtsgericht Eckartsberga     | Eckartsberga | aus dem Landkreis Eckardsberga die Stadtbezirke Bibra und Eckardsberga, die Amtsbezirke Auerstedt, Kloster Häsler, Herrengosserstedt und Steinburg sowie aus dem Kreis Naumburg der Gemeindebezirk Lißdorf aus dem Amtsbezirk Gernstedt |
| Freiburg                     | Freiburg     | aus dem Landkreis Querfurt der Stadtbezirk Freiburg, die Amtsbezirke Branderoda, Goseck und Zscheiplitz sowie Teile der Amtsbezirke Gleina, Bebra und Burgscheidungen                                                                   |
| Amtsgericht Heldrungen       | Heldrungen   | aus dem Landkreis Eckardsberga der Stadtbezirk Heldrungen, die Amtsbezirke Cannawurf, Gorsleben und Ober-Heldrungen sowie Teile der Amtsbezirke Reinsdorf und Leubingen                                                                 |
| Amtsgericht Hohenmölsen      | Hohenmölsen  | aus dem Landkreis Weißenfels der Stadtbezirk Hohenmölsen, der Amtsbezirk Domsen sowie Teile der Amtsbezirke Webau, Köttichau und Ober-Werschen                                                                                          |
| Amtsgericht Lützen           | Lützen       | aus dem Landkreis Merseburg der Stadtbezirk Lützen, die Amtsbezirke Altranstedt, Dehlitz, Groß-Görschen, Kitzen und Teuditz sowie Teile des Amtsbezirkes Dürrenberg                                                                     |
| Amtsgericht Mücheln          | Mücheln      | aus dem Landkreis Querfurt der Stadtbezirk Mücheln, die Amtsbezirke Geiselthal, Ober-Wünch und St. Ulrich sowie Teile des Amtsbezirkes Bedra                                                                                            |
| Amtsgericht Naumburg (Saale) | Naumburg     | der Kreis Naumburg ohne den Teil, der dem Amtsgericht Eckardsberga zugeordnet war; aus dem Landkreis Weißenfels der Stadtbezirk Schkölen sowie Teile der Amtsbezirke Löbitz und Schkölen                                                |
| Amtsgericht Nebra            | Nebra        | aus dem Landkreis Querfurt der Stadtbezirk Nebra, die Amtsbezirke Altenroda und Vitzenburg sowie Teile des Amtsbezirkes Burgscheidungen                                                                                                 |
| Amtsgericht Osterfeld        | Osterfeld    | aus dem Landkreis Weißenfels die Stadtbezirke Osterfeld und Stößen, die Amtsbezirke Groß-Helmsdorf und Lissen sowie Teile der Amtsbezirke Kistritz, Löbitz, Schkölen, Droyßig, Gröbitz und Meineweh                                     |
| Amtsgericht Querfurt         | Querfurt     | der Kreis Querfurt ohne den Teil, der den Amtsgerichten Freiburg/Elbe, Mücheln und Nebra zugeordnet war |
| Amtsgericht Teuchern         | Teuchern     | aus dem Landkreis Weißenfels der Stadtbezirk Teuchern, die Amtsbezirke Obernessa und Teuchern sowie Teile der Amtsbezirke Kistritz und Ober-Werschen                                                                                    |
| Amtsgericht Weißenfels       | Weißenfels   | der Kreis Eckardsberga ohne den Teil, der den Amtsgerichten Hohenmöseln, Naumburg, Osterfeld, Teucher und Zeitz zugeordnet war |
| Amtsgericht Wiehe            | Wiehe        | aus dem Landkreis Eckardsberga der Stadtbezirk Wiehe, die Amtsbezirke Bucha und Wiehe sowie Teile der Amtsbezirke Donndorf und Bachra                                                                                                   |
| Amtsgericht Zeitz            | Zeitz        | der Kreis Zeitz; aus dem Landkreis Weißenfels die Amtsbezirke Gladitz und Theißen sowie Teile der Amtsbezirke Droyßig und Köttichau |

Der  Landgerichtsbezirk hatte 1888 zusammen 249.343 Einwohner. Am Gericht waren ein Präsident, ein Direktor und sechs Richter tätig.
Nach dem Zweiten Weltkrieg wurde das Landgericht Naumburg 1945 in der SBZ aufgehoben.